# Хришћанска уметност
Хришћанска уметност је религијска уметност која користи предмете, теме и слике из хришћанства. Већина хришћанских група користи или је користила уметност у извесној мери, укључујући ранохришћанску уметност и архитектуру и хришћанске медије.
Слике Исуса и наративне сцене из Христовог живота су најчешће теме, а сцене из Старог завета играју улогу у уметности већине деноминација. Слике Богородице и светаца су много ређе у протестантској уметности него у римокатоличанству и православљу.
Хришћанство много шире користи слике него сродне религије, у којима су фигуративни прикази забрањени, као што су ислам и јудаизам. Међутим, постоје неки који су промовисали аниконизам у хришћанству, а било је и периода иконоборства унутар хришћанства.

## Историја

### Почеци
Ранохришћанска уметност опстаје из времена близу порекла хришћанства, иако су многи рани хришћани повезивали фигуративну уметност са паганском религијом и били су сумњичави или непријатељски настројени према њој. Временом се ово смањивало. Али велика самостојећа скулптура, медијум за најистакнутије паганске слике, и даље је била неповерљива и углавном избегавана неколико векова, и практично до данас у православном свету. Најстарије хришћанске скулптуре су мали вајарски рељефи из староримских саркофага, који датирају из почетка II века. Највеће групе ранохришћанских слика потичу из гробница у катакомбама Рима и приказују еволуцију приказивања Исуса, процес који није завршен до 6. века, од када је конвенционални изглед Исуса у уметности остао изузетно доследан.
Док Константин није прихватио хришћанство, хришћанска уметност је црпела свој стил и велики део своје иконографије из популарне римске уметности, али од тада су велике хришћанске грађевине изграђене под царским покровитељством довеле до потребе за хришћанским верзијама римске елитне и званичне уметности, од којих су мозаици у црквама у Риму најистакнутији сачувани примери. Хришћанска уметност је била захваћена, али није била извор, промене стила од класичне традиције наслеђене од старогрчке уметности ка мање реалистичном и натприродном хијератском стилу, почетку готике.

### Средњи век
Велики део уметности која је преживела из Европе након пада Западног римског царства је хришћанска уметност, мада је то углавном зато што је континуитет црквеног власништва боље сачувао црквену уметност од световних дела. Док се политичка структура Западног римског царства у суштини урушила након пада Рима, његова верска хијерархија, оно што је данас модерна Католичка црква, наручивала је и финансирала израду религиозних уметничких слика.
Док се Византијско царство настављало фокусирати на стварање хришћанске уметности, у Данској и Норвешкој, Викинзи ће доживети пораст хришћанства. Хришћанство се проширило међу Викинзима кроз пљачку, мисионаре, политички притисак и трговину са другим народима Европе. Рунски каменови са хришћанским симболима коришћени су као обележја надгробних споменика, промоција или демонстрација вере. Рунски камен краља Харолда Плавозубог, такође познат као Велики Џелингов рунски камен, приписује се обележавању преласка на хришћанство у викиншко доба. Надгробни споменици би такође приказивали истакнуте хришћанске симболе. Ратдаунски надгробни споменици су најпознатији од ових викиншких надгробних споменика: гранитни споменици са дизајном у облику плоча или крста помешани са традиционалним викиншким стилом. Крстови од наплављеног дрвета пронађени су око других цркава и гробља.
Назване по својим чврстим темељним стубовима, цркве од дрвета биле су још један популаран приказ хришћанске викиншке уметности. Ове цркве су приказивале гравуре хришћанских и нордијских веровања, са приказима животиња на зидовима и улазима. Крст је такође истакнута слика у хришћанској викиншкој слици. Викинзи би били обележени крстом као знак да су крштени у иностранству или током неког подухвата. Викиншки нордијски митови и симболика могу се видети уклесани у камене и дрвене крстове. Немачки и енглески утицај може се наћи у неким различитим примерцима ових крстова, са избором коришћења дорских капитела, за које се верује да су се проширили широм Скандинавије у 12. и 13. веку.
Цариградска патријаршија, која је уживала већу стабилност унутар преживелог Источног римског царства, била је кључна у стварању симболике тамо и величању хришћанства. Наручили су изградњу многих светиња у част Цариграда, као и мноштво лепо украшених цркава. Оне су обично имале екстравагантне витраже и слике које су прекривале зидове и плафоне. Такође, рађене су рељефне скулптуре које су урезане у зидове зграда и цркава. Аја Софија, највећа црква на свету током 15. века, била је готово у потпуности украшена мозаицима као начином одавања почасти Богу. Након пада Цариграда, претворена је у џамију, али њена чудесна уметничка дела су остала. Како се током средњег века појављивало стабилно западноевропско друштво, Католичка црква је предњачила у погледу уметности, користећи своје ресурсе за наручивање слика и скулптура.
Током развоја хришћанске уметности у Византији (видети Византијска уметност), апстрактнија естетика заменила је натурализам који је претходно био успостављен у хеленистичкој уметности. Овај нови стил је био хијератски, што значи да је његова примарна сврха била да пренесе религиозно значење, а не да прецизно прикаже предмете и људе. Реалистична перспектива, пропорције, светлост и боја су игнорисани у корист геометријског поједностављења облика, обрнуте перспективе и стандардизованих конвенција за приказивање појединаца и догађаја. Контроверза око употребе резбарених ликова, тумачења Друге заповести и кризе византијског иконоборства довели су до стандардизације верских симбола унутар источног православља.
Слично Викинзима, дрво и резбарије се такође користе у германској хришћанској уметности у приказима крстова и односа према распећу, који се користе у различитим областима као што су цркве и катедрале. Келнска катедрала је значајна црква која се налази у Келну, у Немачкој, а почива на рушевинама грађевина из романтичарског и франачког периода. Иако је изградња грађевине почела 1248. године под надбискупом Конрадом фон Хостаденом, није била завршена све до 1880-их.
У касном средњем веку, Исток је направио кораке у хришћанској уметности. У медитеранској области дошло је до преласка са исламске на хришћанску уметност. Са 86 примера мукарнаша изложених широм Медитерана, од којих је већина (78) изложена у хришћанским краљевствима на Пиринејском полуострву. Ово се објашњава повећаном политичком моћи повезаном са мукарнама, које су постављене у важним зградама као што су капеле. Недавно откривени у Сирији и Египту, истражени су и други примери средњовековне хришћанске уметности, као што је манастир Мар Муса са различитим примерима средњовековне хришћанске уметности, попут зидних слика. Због природе путујућих сликара и уметника, ове слике су често имале грчка слова и писмо.

### Ренесанса и рани модерни период
Пад Цариграда 1453. године донео је крај најквалитетније византијске уметности, произведене у тамошњим царским радионицама. Православна уметност наставила се са релативно малим променама у теми и стилу до данас, при чему је Русија постепено постала водећи центар производње.
На Западу, ренесанса је доживела пораст монументалних секуларних дела, иако су хришћанску уметност наставиле да наручују у великим количинама цркве, свештенство и аристократија. Реформација је имала огроман утицај на хришћанску уметност; Мартин Лутер у Немачкој је дозволио и подстицао приказивање ограниченијег спектра верских симбола у црквама, видећи Евангелистичку лутеранску цркву као наставак „древне, апостолске цркве“. Лутеранске олтарске слике попут „ Тајне вечере“ Кранаха из 1565. године израђене су у Немачкој, посебно од стране Лутеровог пријатеља Лукаса Кранаха, да би замениле католичке, често са портретима водећих реформатора као апостола или других протагониста, али задржавајући традиционални приказ Исуса. Као такво, „лутеранска служба је постала сложена ритуална кореографија смештена у богато опремљеном ентеријеру цркве.“ Лутерани су поносно користили распеће јер је то истицало њихово високо гледиште према теологији крста. Дакле, за лутеране, „реформација је обновила, а не уклонила, верску слику“. С друге стране, хришћани реформисаног порекла били су углавном иконокласти, уништавајући постојећу верску слику и обично само стварајући више у облику илустрација у књигама.
Уметницима је наручено да стварају секуларније жанрове попут портрета, пејзажа и, због оживљавања неоплатонизма, теме из класичне митологије. У католичким земљама, производња религиозне уметности се наставила и повећала током контрареформације, али је католичка уметност стављена под много строжу контролу црквене хијерархије него што је то био случај раније. Од 18. века број верских дела које су произвели водећи уметници нагло је опао, иако су и даље добијане важне поруџбине, а неки уметници су наставили да производе велика дела верске уметности на сопствену иницијативу.

### Модерни период
Како се у Западној Европи 19. века појавио секуларни, несекташки, универзални појам уметности, античка и средњовековна хришћанска уметност почела је да се сакупља ради уважавања уметности, а не због обожавања, док се савремена хришћанска уметност сматрала маргиналном. Повремено, световни уметници су обрађивали хришћанске теме (Вилијам Адолф Бугро, Едуар Мане) — али је само ретко хришћански уметник био укључен у историјски канон (као што су Жорж Руо или Стенли Спенсер). Међутим, многи модерни уметници попут Ерика Гила, Марка Шагала, Анрија Матиса, Јакоба Епстин, Елизабете Фринк и Грејама Садерленда створили су позната уметничка дела за цркве. Салвадор Дали је уметник који је такође створио значајна и популарна уметничка дела са хришћанским темама. Савремени уметници попут Макото Фуџимуре имали су значајан утицај и на сакралну и на секуларну уметност. Други значајни уметници укључују Ларија Д. Александера и Џона Аугуста Свансона. Неки писци, попут Грегорија Вулфа, ово виде као део поновног рођења хришћанског хуманизма.

### Популарна побожна уметност
Од појаве штампарства, продаја репродукција побожних дела била је главни елемент популарне хришћанске културе. У 19. веку, то је укључивало жанровске сликаре попут Михаља Мункачија. Изум литографије у боји довео је до широке циркулације светих карата. У модерној ери, компаније специјализоване за модерне комерцијалне хришћанске уметнике попут Томаса Блекшира и Томаса Кинкејда, иако се у свету ликовне уметности сматрају кичем, биле су веома успешне.

## Теме
Теме које се често виђају у хришћанској уметности укључују следеће. Видите Живот Христов и Живот Богородице за потпуније спискове наративних сцена укључених у циклусе:
- Поклонство мудраца
- Поклонство пастира
- Анђели
- Благовести
- Хапшење Исуса
- Вазнесење Исусово
- Успење Маријино или Велика Госпојина
- Крштење Исуса
- Христос у слави
- Пантократор
- Крунисање Богородице
- Распеће
- Скидање са крста
- Божија рука
- Света породица
- Света Тројица
- Марија
- Марија и дете
- Маеста
- Исусово рођење
- Noli me tangere
- Страдање Исусово
- Пијета
- Исусово васкрсење
- Салватор Мунди
- Суђење Исусу
- Штит Тројице
- Крсни пут
- Страшни суд
- Тајна вечера
- Дрво Исусово

### Мотиви
Богородица је приказана како преде и тка, појављује се у уметничким делима са разбојем или иглама за плетење, тка тканину преко своје утробе или плете за свог сина. Сликовитост, углавном немачка, смешта свете наративе у домаћи свет. На сликама Благовести приказана је како тка, или преде. Иако је предење било ређе, постоји пример у неким манастирима где су монахиње преле свилу, вероватно да би створиле везу између манастирске заједнице жена и слике Марије.

## Галерија
- Црква Боргунд у Лердалену, 2013
- Унутрашњост реплике цркве у Хоперштаду
- Поглед из ваздуха на Келнску катедралу
- Детаљ резбарења северног улаза цркве Урнес из 12. века.
- Мозаичка икона са Богородицом нежности у Византијско-хришћанском музеју, 2019.
- Крст на викиншкој огрлици (Шведска)
- Културноисторијски музеј, Осло, Норвешка.
- Вроцлавски епитаф Катарине Линднер
- Викинг Христ привезак

## Додатно читање
- Evans, Helen C.; Wixom, William D. (1997). The glory of Byzantium: art and culture of the Middle Byzantine era, A.D. 843-1261. New York: The Metropolitan Museum of Art. ISBN 9780810965072.

## Спољни линкови
- Принстонски индекс средњовековне уметности